# 加藤泰平
加藤 泰平（かとう たいへい、1983年7月3日 - ）は、テレビ朝日の社員。元アナウンサー。東京都出身。
桐朋高校、早稲田大学第一文学部卒業後、2006年にテレビ朝日入社。

## 人物
- 大学時代は、早稲田大学のサークル「稲穂キッカーズ」（後のサッカー日本代表監督・岡田武史も入学当初所属したことがある）に所属し、FWとしてプレーしていた。
- 『やじうまプラス』の企画で第1回サッカー検定を受け、4級合格[2]。
- 第88回全国高校野球選手権大会中継（朝日放送〈現：朝日放送テレビ〉制作）にて、大会初日から最終日まで毎日アルプスリポーターを担当。
- TOEICのスコアは920点[3]。
- 結婚していたことを2014年2月に公表した[4]。その後に妻と離婚している。
- 2016年、テレビアニメ『ユーリ!!! on ICE』でアナウンサー役を務めた[5]。
- 2017年からスポーツ局兼務[6] となったが、2022年4月にアナウンス部を離れた。

## 過去の出演・担当番組
報道・情報番組
| 期間               | 期間               | 番組名             | 役職                   | 備考                                                                                 |
| ------------------ | ------------------ | ------------------ | ---------------------- | ------------------------------------------------------------------------------------ |
| 2006年10月         | 2007年9月          | やじうまプラス     | 金・土曜日スポーツ担当 |                                                                                      |
| 2007年4月          | 2011年3月          | スーパーモーニング | 不定期のレポーター     |                                                                                      |
| 2007年10月         | 2009年3月          | やじうまプラス     | 月・火曜日スポーツ担当 |                                                                                      |
| 2008年7月2011年4月 | 2009年3月2012年9月 | ANN NEWS&SPORTS    | 土曜版スポーツ担当     |                                                                                      |
| 2009年4月          | 2010年9月          | やじうまプラス     | 平日スポーツ担当       | 2010年4月からは、担当曜日を月～水曜日に縮小                                          |
| 2013年10月         | 2016年12月7日      | グッド!モーニング  | ニューススタジオ担当   | 2014年10月から2015年9月および2016年11月14日からは『ANNニュース』担当キャスターを兼務 |

バラエティ・スポーツ関連・特別番組・その他
- 峰竜太のナッ得!ニッポン（BS朝日、2008年4月 - 2010年3月〈2006年4月にスタート〉）
- 第88回全国高校野球選手権大会中継（朝日放送〈現：朝日放送テレビ〉、アルプスリポーター）
- 速報!日本シリーズ2007　日本ハム対中日（北海道テレビの中継担当日）
- アドレな!ガレッジ（「THE 制限時間」司会担当）
- 熱闘甲子園（朝日放送〈現：朝日放送テレビ〉・テレビ朝日共同制作、試合ナレーター、2011年）
- スポーツ中継（サッカー・フィギュアスケートなど）
  - サッカーではAFCチャンピオンズリーグやテレビ朝日が制作協力をしているスカパー!Jリーグ中継川崎フロンターレホームゲームの実況を担当することが多い。
- 志村&鶴瓶のあぶない交遊録（「英語禁止ボウリング」進行役、2014年 - 2016年）
- News Access（BS朝日、不定期）

### テレビドラマ
- 陽はまた昇る（第3話、ニュースキャスター役、2011年8月4日）

### テレビアニメ
- ユーリ!!! on ICE（諸岡久志役、2016年10月 - 12月）

### 映画
- 劇場版 仮面ライダードライブ サプライズ・フューチャー（アイドルのマネージャー役）
- 仮面ライダー×仮面ライダー ゴースト&ドライブ 超MOVIE大戦ジェネシス（警備員役）
- 劇場版 仮面ライダーゴースト 100の眼魂とゴースト運命の瞬間（坂本龍馬役）

## Voice （テレビ朝日アナウンサーによる舞台）
Voice6（2009年3月1日）
- 演劇『ヴィーナス・エスケープ』 カメラ男、犯人B役

## 同期アナウンサー
- 島本真衣